# Svibovec Podravski
Svibovec Podravski is een plaats in de gemeente Sračinec in de Kroatische provincie Varaždin. De plaats telt 989 inwoners (2001).